# يوكو كايدا
يوكو كايدا (甲斐田裕子 كايدا يوكو) هي ممثلة يابانية ولدت في 14 يناير 1980 في كاناغاوا.

## أدوارها في الانمي

### مسلسلات أنمي تلفزيونية
- نيفرلاند الموعودة - ايزابيلا
- أسطول الزجاج - ميشيل
- طوكيو ماغنيتود 8.0 - ماري كوساكابي
- كوينز بليد: المحاربة المتجولة - ليستي
- كوينز بليد: وريثة العرش - ليستي
- سيكيريه - هيكاري
- سيكيريه Pure Engagement - هيكاري
- ماريا هوليك - ريوكين إيشيما
- ماريا هوليك ألايف - ريوكين إيشيما
- دي جرايمان - هيفلاسكا
- سنغوكو باسارا - ماتسو
- سنغوكو باسارا تو - ماتسو
- تسوباسا كرونيكل - سوما
- كوروكامي - ميكامي هوجو
- غوين ساغا - ليغيا
- إيكي توسن - ريومو شيميه
- إيكي توسن Dragon Destiny - ريومو شيميه
- إيكي توسن Great Guardians - ريومو شيميه
- إيكي توسن XTREME XECUTOR - ريومو شيميه
- بلد+ - جوليا
- دانس إن ذا فامباير باند - فيرا
- كوراو فانتوم ميموري - أياكا
- مجرة الحصير - ريوكو هانوكي
- خيميائي الفولاذ - والدة ليو وريك
- إندكس معينة خاصة بالسحر - أيهو يوميكاوا
- إندكس معينة خاصة بالسحر II - أيهو يوميكاوا
- رايلغان معينة خاصة بالعلم - أيهو يوميكاوا
- رايلغان معينة خاصة بالعلم S - أيهو يوميكاوا
- ترينيتي بلاد - باولا
- تورادورا! - سوميري كانو
- أوكامي-سان ورفاقها السبعة - موموكو كيبيتسو
- فريزينغ - إليزابيث ميبلي
- فريزينغ فايبريشن - إليزابيث ميبلي
- غوسيك - سكرتيرة
- تايغر آند باني - أنييس جوبير
- صاحب التعاويذ الأزرق - كاسبار
- بيرسونا 4 ذي أنيميشن - مايومي يامانو
- بيرسونا 4 ذا غولدن أنيميشن - مايومي يامانو
- بليتش - إيكومي أوناغيا
- شاكوغان نو شانا III(Final) - شاهر
- كود:بريكر - كاندا
- بلاك بوليت - سوميري موروتو
- ميكاكوسيتي أكتورز - كيدو
- الخادم الأسود Book of Circus - بيست
- مغامرة جوجو الغريبة: ستارداست كروسيدرز - مالينا
- أوشيو وتورا - كوراغي
- مرحبا بك في قاعة الرقص - ماريسا هيودو
- عروس الساحر - أنجيليكا بارلي
- كل شيء يصبح أف ميكي ماغاتا
- مذكرات العطارة - آه-ديو

### أوفا أنمي
- البدلة المتنقلة جاندام يونيكورن - ماريدا كروز

### أفلام أنمي
- سلسلة أفلام حدود الفراغ
  - حدود الفراغ: الفصل السابع «دراسة القتل (الجزء الثاني)» - تاجرة الكوكتيل
- سلسلة أفلام بريك بليد
  - بريك بليد: الفصل الأول «وقت النهوض» - لي
  - بريك بليد: الفصل الثاني «مفترق الطرق» - لي
  - بريك بليد: الفصل الثالث «جرح سيف القاتل» - لي
  - بريك بليد: الفصل السادس «حصن الحزن» - لي
- سلسلة أفلام كود غياس: أكيتو المنفي
  - كود غياس: أكيتو المنفي: الفصل الأول «وصول التنين» - صوفي راندال
  - كود غياس: أكيتو المنفي: الفصل الثاني «انقسام التنين» - صوفي راندال
- فيلم ناروتو: صدام النينجا في أرض الثلج - يوكيه فوجيكازي
- سلسلة أفلام ديجيمون أدفنتشر تراي
  - ديجيمون أدفنتشر تراي الفصل الأول: لم الشمل - ماكي هيميكاوا
  - ديجيمون أدفنتشر تراي الفصل الثاني: العزيمة - ماكي هيميكاوا
  - ديجيمون أدفنتشر تراي الفصل الثالث: الاعتراف - ماكي هيميكاوا
  - ديجيمون أدفنتشر تراي الفصل الرابع: الفقدان - ماكي هيميكاوا

## أدوارها في ألعاب الفيديو
- فاينل فانتسي 4 DS - روزا فاريل
- ديفل كينغز - برامبل
- سنغوكو باسارا: ساموراي هيروز - ماتسو
- بيرسونا 5 - ساي نيجيما

## أدوارها في الدبلجة اليابانية
- دراغون بول إيفولوشن - ماي
- سبايدرمان (1994) - ماري جاين واتسون
- راتاتوي - كوليت
- التدفق البعيد - ريتا مالون
- تعليمات - هيلي هولبروك
- ساكر بنش - سويت بي

## وصلات خارجية
- يوكو كايدا على موقع IMDb (الإنجليزية)
- يوكو كايدا على موقع قاعدة بيانات الفيلم (الإنجليزية)
- يوكو كايدا على موقع كينوبويسك (الروسية)
- يوكو كايدا على موقع ANN person (الإنجليزية)